# Jivinyé
Zivinyé ou Živinje (en macédonien Живиње) est un village du nord de la Macédoine du Nord, situé dans la municipalité de Koumanovo. Le village comptait 46 habitants en 2002. Il se trouve à la sortie de la ville de Koumanovo.

## Démographie
Lors du recensement de 2002, le village comptait :
- Macédoniens : 46